# Fresh Pretty Cure!
Fresh Pretty Cure! (フレッシュプリキュア！, Furesshu Purikyua!) est une série d'animation japonaise d'Izumi Tōdō. Cette série est la 6e série de la franchise Pretty Cure, mettant en avant la quatrième génération de Cures. Produite par Toei Animation, la série est réalisée par Junji Shimizu et écrite par Atsushi Maekawa, avec des character design de Hisashi Kagawa.
Elle est diffusée sur les chaines télévisées japonaises du réseau de TV Asahi dont ABC entre le 1er février 2009 et le 31 janvier 2010, succédant à Yes! PreCure 5 Go Go! dans son créneau horaire initial, et est remplacée par HeartCatch PreCure!.
Fresh Pretty Cure marque la toute première expansion de la franchise en dehors de son public cible de jeunes filles, ainsi que la première à introduire des génériques de fin animés en CG basés sur des chorégraphies de dance. Les principaux sujets de la série mêlent les couleurs de cartes à jouer traditionnelles, les fruits et les trèfles, qui sont des symboles associés aux Cures, ainsi que les dispositifs magiques et attaques utilisés par les personnages de la série.

## Synopsis
Love Momozono, une jeune fille dynamique, qui se voit offrir, par sa mère un billet pour le concert de son idole : Miyuki du groupe Trinity. Lors du concert, une jeune fille se présentant sous le nom de Eas fait appel à un Nakewameke, qui attaque la salle. C'est en voulant sauver Miyuki que Love se transformera en Cure Peach, une légendaire guerrière Precure. Avec ses alliées Cure Berry et Cure Pine, elles vont devoir se battre contre « Labyrinth » qui veulent contrôler le monde et supprimer tout libre arbitre en remplissant la jauge du désespoir avec le sentiment de désespoir des humains. Durant leurs combats, les Precure vont affronter Westar, Soular et Eas ainsi que Moebus, le chef des Labyrinth, mais également les Nakewameke.

## Personnages

### Les Pretty Cure
- Love Momozono (桃園 ラブ, Momozono Rabu?) / Cure Peach (キュアピーチ, Kyua Pīchi?)/Cure Angel

Voix japonaise : Kanae Oki (ja)
Love est une jeune fille de 14 ans admirative des Trinity, un groupe de dance dont son idole et professeur de dance Miyuki en est la capitaine. Love forme avec ses meilleures amies d'enfance, Miki et Inori, le groupe de dance, Clover ; elles seront plus tard rejoint par Setsuna. Love se transforme en Cure Peach lorsqu'elle sauve Miyuki d'un Nakewameke. Le symbole de Cure Peach est le cœur. En Cure Peach elle se présente en disant : « Le cœur rose est le symbole de l'amour! Fraîchement ramassée, Cure Peach! » (ピンクのハートは愛ある印！ もぎたてフレッシュ！キュアピーチ, Pinku no Hāto wa ai aru shirushi! Mogitate Furesshu, Kyua Pīchi!). Elle gagnera plus tard son ultime transformation : Cure Angel et se présente en disant : « Le cœur blanc est le cœur de tout le monde ! Fraîchement envolé, Cure Angel » (ホワイトハートはみんなの心！羽ばたけフレッシュ、キュアエンジェル！, Howaito Hāto wa minna no kokoro! Habatake Furesshu, Kyua Enjeru!).
- Miki Aono (蒼乃 美希, Aono Miki?) / Cure Berry (キュアベリー, Kyua Berī?)

Voix japonaise : Eri Kitamura
Miki est une jeune fille de 14 ans allant dans une école d'artiste. Elle rêve de devenir mannequin. Elle se transforme en Cure Berry en voulant sauver son frère lorsqu'ils sont poursuivis par un Nakewameke produisant des liquides (fait à partir d'un distributeur de boissons).
- Inori Yamabuki (山吹 祈里, Yamabuki Inori?) / Cure Pine (キュアパイン, Kyua Pain?)

Voix japonaise : Akiko Nakagawa
Inori est issue d'un famille de vétérinaires, elle adore donc les animaux (sauf les furets). Elle n'a pas trop confiance en elle au début de l'anime. Elle se transforme en Cure Pine en voulant sauver Lucky, un labrador tout juste sorti du cabinet de vétérinaire de ses parents, posséder par un nakewameke.
- Eas (イース, Īsu?) / Setsuna Higashi (東 せつな, Higashi Setsuna?) / Cure Passion (キュアパッション, Kyua Passhon?)

Voix japonaise : Yuka Komatsu (ja)
Setsuna est en fait Eas. En tant que Setsuna, elle deviendra avant même de s'en apercevoir amie avec son ennemie Love (Cure Peach). C'est cette amitié qui fait douté Eas, qui la transforme plus tard en Cure Passion.
Elle est tout d'abord présentée comme une adolescente froide et isolée, uniquement loyale envers Moebius qui, en raison de son comportement lorsqu'elle est vaincue, peut être vu comme une obsession. Après avoir passé du temps avec les filles en tant qu'espionne de Moebius, elle commence à se demander ce qui la rendrait heureuse et s'ouvre lentement à elles. Après un dernier combat contre Cure Peach dans laquelle elle découvre finalement le bonheur, elle décède puisque sa durée de vie a atteint le délai déterminé par Labyrinth ; cependant, elle est sauvée par Akarun et Chiffon qui l'ont fait renaître en tant que Cure Passion. À la suite de ces événements, elle vit avec la famille Momozono, rejoint le groupe de danse et fréquente le collège Yotsuba avec Love. Setsuna a les cheveux violet foncé, qui deviennent blanc en tant qu'Eas et plus tard rose clair sous sa forme de Pretty Cure. Son Pickrun, Akarun, est rouge, porte un ruban sur sa tête et a des ailes d'Ange (à l'épisode 50). Ses couleurs sont le rouge et le noir, ses symboles sont les cœurs et les trèfles, et son motif de fruits est le fruit de la passion.

### Le Royaume Sweets
- Chiffon (シフォン, Shifon?) / Infinity (インフィニティ, infiniti?)

Voix japonaise : Satomi Kōrogi (ja)
Bébé venant du Royaume Sweets en compagnie de Tart, et doté de pouvoirs. Elle est très capricieuse et en fait voir de toutes les couleurs à Tart ainsi qu'aux filles.
- Tart (タルト, Taruto?)

Voix japonaise : Taiki Matsuno (ja)
Protecteur et babysitteur de Chiffon, il est aussi une fée de Precure censé accompagner les guerrières dans leur combat pour sauver le Royaume Sweets. Il possède également un drôle d'accent et appelle les filles par leur nom de Precure.
- Azukina (アズキーナ, Azukīna?)

Voix japonaise : Mayu Isshiki (ja)
- Tiramisu (ティラミス, Tiramisu?)

Voix japonaise : Kenichi Ogata

### Labyrinth
Les antagonistes de la série sont connus collectivement comme des habitants de Labyrinth (ラビリンス, Rabirinsu). Leurs noms sont dérivés des points cardinaux. Les monstres épisodiques (doublés par Shintarō Nakano (ja)) sont Nakewameke (ナケワメーケ), Nakisakebe (ナキサケーベ) et Sorewatase (ソレワターセ), le dernier étant un radar pour trouver Infinity.

#### Le Trio Labyrinth
- Eas (イース, Iisu?)

Voix japonaise : Yuka Komatsu (ja)
Eas est la partie originale de Setsuna, représentant son passé en tant que membre de Labyrinth. Elle est très têtue et a une grande partie de fierté, refusant d'admettre la défaite de ses partenaires ou les laisser aider. Lors de sa première rencontre avec Cure Peach, Eas a juré d'être son ennemi en disant qu'elles se réuniraient à nouveau. Depuis lors, Eas a essayé de son mieux pour vaincre la Pretty Cure et finit par demandé l'aide de Moebius. À ses derniers instants, elle avait donné des cartes Nakisakebe, car il était évident que les Pretty Cure devenaient plus fortes, et qu'elle-même avait des doutes sur les objectifs du Labyrinthe.
Alors que le corps d'Eas arrive à expiration et son énergie vitale a été sacrifiée pour remplir l'objectif de Labyrinth, Akarun a été invoqué par Chiffon et entre dans son corps, l'amenant à être ressusciter en tant que Cure Passion.
- Westar (ウェスター, Wesutā?) / Hayato Nishi (西　隼人, Nishi Hayato?)

Voix japonaise : Yasunori Matsumoto (ja)
- Soular (サウラー, Saurā?) / Shun Minami (南　瞬, Minami Shun?)

Voix japonaise : Ken'ichi Suzumura

#### Les Labyrinth supérieurs
- Moevius (メビウス, Mebiusu?)

Voix japonaise : Tomomichi Nishimura
- Cline (クライン, Kurain?)

Voix japonaise : Kōji Hiwatari (ja)
- Northa (ノーザ, Nōza?)

Voix japonaise : Misa Watanabe

### Proches des Pretty Cure
- Miyuki (ミユキ, Miyuki?)

Voix japonaise : Mayumi Iizuka
Capitaine du groupe d'idoles Trinity, elle est la préférée de Love. C'est en voulant la sauver à un de ses concerts, lors d'une attaque d'Eas avec un Nakewameke, que Love se transformera en Cure Peach. Miyuki donne des leçons de danse à Love, Miki et Inori pour remercier Love de l'avoir sauvée.
- Reika (レイカ?) et Nana (ナナ?)

Voix japonaise : Saori Seto (ja) (Reika), Mayu Isshiki (ja) (Nana)
Les deux autres membres du groupe Trinity de Miyuki.
- Kaoru-chan (カオルちゃん, Kaoru-chan?)

Voix japonaise : Ken Maeda (ja)
Vendeur de beignets ambulant, c'est lui qui trouvera les mots pour redonner confiance à Inori. C'est en pensant à ses mots que la jeune fille se transforme en cure Pine.
- Daisuke Chinen (知念 大輔, Chinen Daisuke?)

Voix japonaise : Tarusuke Shingaki (ja)
Élève de la même école de Love, Love et Daisuke sont des amis d'enfances. Daisuke et Love sont toujours en train de se chamailler pour un rien. On apprend par la suite que Daisuke aime Love. Daisuke est également le petit frère de Miyuki.
- Yūki Sawa (沢 裕喜, Sawa Yūki?)

Voix japonaise : Shinsuke Ueda (ja)
- Kento Mikoshiba (御子柴 健人, Mikoshiba Kento?)

Voix japonaise : Toshiyuki Toyonaga
- Ayumi Momozono (桃園 あゆみ, Momozono Ayumi?)

Voix japonaise : Kyōko Hikami
- Keitarō Momozono (桃園 圭太郎, Momozono Keitarō?)

Voix japonaise : Akimitsu Takase (ja)
- Genkichi Momozono (桃園 源吉, Momozono Genkichi?)

Voix japonaise : Mugihito
- Remi Aono (蒼乃 レミ, Aono Remi?)

Voix japonaise : Sakiko Uran (ja)
- Kazuki Ichijō (一条 和希, Ichijō Kazuki?)

Voix japonaise : Kenn (ja)
- Tadashi Yamabuki (山吹 正, Yamabuki Tadashi?)

Voix japonaise : Masafumi Kimura (ja)
- Naoko Yamabuki (山吹 尚子, Yamabuki Naoko?)

Voix japonaise : Michiko Neya

## Production et diffusion
Pour la 6e année consecutive depuis le lancement de la franchise Pretty Cure, un grand nombre du personnel des précédentes séries a été remplacé dont Takashi Washio (ja), le créateur de la franchise. La raison du changement de producteur est exposé plus tard par Washio car « il pensait qu'il n'était pas bon pour une personne de rester dans la production de la série Pretty Cure pour la poursuivre ».
Fresh Pretty Cure! est officialisé par Toei Animation et TV Asahi fin novembre 2008,. Elle est réalisée par Junji Shimizu et Akifumi Zako avec des scripts écrits par Atsushi Maekawa et des character design de Hisashi Kagawa. La bande originale est composée par Yasuharu Takanashi. La série d'animation est diffusée au Japon sur TV Asahi et ABC à partir du 1er février 2009 à 8 h 30, en remplacement de Yes! PreCure 5 Go Go! ; le 50e et dernier épisode est diffusé le 31 janvier 2010, suivi la semaine suivante par HeartCatch PreCure!.
Pour les 25 premiers épisodes, le générique de début est Let's! Fresh Pretty Cure (Let's!フレッシュプリキュア, Rettsu! Furesshu Purikyua), interprétée par Mizuki Moie, tandis que le générique de fin est You make me happy!, chanté par Momoko Hayashi. Pour la seconde moitié de la série, une version réarrangée du générique de début est utilisée, intitulée Let's! Fresh Pretty Cure ~Hybrid Version~ (Let's!フレッシュプリキュア~Hybrid.ver~), tandis que le second générique de fin est toujours interprétée par Momoko Hayashi, avec la chanson H@ppy Together.

## Épisodes
|    | Titre français                                                        | Titre japonais                             | Dates de diffusion japonaise |
| -- | --------------------------------------------------------------------- | ------------------------------------------ | ---------------------------- |
| 1  | Fraichement Ramassée ! Cure Peach est née !                           | もぎたてフレッシュ！キュアピーチ誕生!!     | 1er février 2009             |
| 2  | Fraichement Cueillie ! Voici Cure Berry !                             | つみたてフレッシュ！キュアベリー誕生!!     | 8 février 2009               |
| 3  | Fraichement Cultivée ! Cure Pine est née !                            | とれたてフレッシュ！キュアパイン誕生!!     | 15 février 2009              |
| 4  | Chiffon est perdue ? En ville rien ne va plus !!                      | シフォンが迷子？町中もう大騒ぎ!!           | 22 février 2009              |
| 5  | Mon cœur s'emballe au parc d'attraction ! Des rendez-vous excitants ! | 遊園地でドキドキ！ワクワクデート気分!?     | 1er mars 2009                |
| 6  | Disparition des Hamburgers ! Protegeons ce qui nous tient à cœur !    | 消えたハンバーグ！大好きなものを守れ!!     | 8 mars 2009                  |
| 7  | Setsuna et Love, le trèfle de l'amitié !                              | せつなとラブ 友情のクローバー！            | 15 mars 2009                 |
| 8  | Rien ne va plus pour Chiffon ! Le nouveau pouvoir de Peach!!          | シフォン大ピンチ！ピーチの新しい力!!       | 22 mars 2009                 |
| 9  | Le rêve de Miki, je ne veux plus être Pretty Cure !!                  | 美希の夢 私プリキュアやめる!!              | 29 mars 2009                 |
| 10 | Tart est Inori, Inori est Tart!?                                      | タルトが祈里で祈里がタルト!?               | 5 avril 2009                 |
| 11 | La Colère de Miyuki ! Elle ne veut plus nous enseigner la danse!?     | ミユキの怒り！もうダンスは教えない!?       | 12 avril 2009                |
| 12 | Tout le monde se transforme ! Opération Perruque !!                   | みんなで変身！フサフサ大作戦!!             | 19 avril 2009                |
| 13 | Chiffon est Malade!? Le nouveau pouvoir de Pine!!                     | シフォンが病気!?パインの新しい力!!         | 26 avril 2009                |
| 14 | la 4e Pretty Cure!? Chercher Akarun!!                                 | 4人目のプリキュア!?アカルンを探せ!!        | 3 mai 2009                   |
| 15 |                                                                       | せつなとラブ 相手を思いやる心！            | 10 mai 2009                  |
| 16 | Les Fantômes dans le collège                                          | 恐怖の文化祭！夜の学校に響く足音!!         | 17 mai 2009                  |
| 17 | Je m'en occupe de Chiffon ! Le nouveau pouvoir de Berry!!             | シフォンはまかせて！ベリーの新しい力!!     | 24 mai 2009                  |
| 18 | Voir les Pretty Cures! Le vœu de la petite fille!!                    | プリキュアに会いたい！小さな女の子の願い!! | 31 mai 2009                  |
| 19 | La Nouvelle Carte! Le nouveau pouvoir d'Eas!!                         | 新たなカード！イースの新しい力!!           | 7 juin 2009                  |
| 20 | La danse ou les Pretty Cures... Quel choix!?                          | ダンスとプリキュア…どちらを選ぶ!?          | 14 juin 2009                 |
| 21 | La 4e Pretty Cure, c'est toi!!                                        | 4人目のプリキュアはあんさんや!!            | 28 juin 2009                 |
| 22 | Setsuna et Love, tu es Eas!?                                          | せつなとラブ あなたがイースなの!?          | 5 juillet 2009               |
| 23 | La Fin de Eas! Cure Passion est née!!                                 | イースの最期！キュアパッション誕生!!       | 12 juillet 2009              |
| 24 | La détresse de Setsuna. Je ne veux pas être les amis!                 | せつなの苦悩 私は仲間になれない！          | 19 juillet 2009              |
| 25 | Eas contre Passion!? Je vais renaitre!!                               | イース対パッション!?私は生まれ変わる!!     | 26 juillet 2009              |
| 26 | Les 4 Cœurs! Je veux danser aussi!!                                   | 4つのハート！私も踊りたい!!                | 2 août 2009                  |
| 27 | C'est l'été! C'est la fête! Les Audreys!!                             | 夏だ！祭りだ！オードリー!!                 | 9 août 2009                  |
| 28 | La memoire importante! Le souvenir du grand-père!!                    | 大切な記憶！おじいちゃんとの思い出!!       | 16 août 2009                 |
| 29 | L'Homme très Mystérieux! L'identité de Kaoru-chan!?                   | 謎だらけの男！カオルちゃんの正体!?         | 23 août 2009                 |
| 30 | Tart et le présentateur                                               | タルト危機一髪！正体がばれちゃう!?         | 30 août 2009                 |
| 31 | Un rendez-vous oublié                                                 | ラブと大輔 仲直りのしかた！                | 6 septembre 2009             |
| 32 | Au revoir! Tart et Chiffon!!                                          | さようなら！タルトとシフォン!!             | 13 septembre 2009            |
| 33 | La chose qui fait peur de Miki et Setsuna!                            | 美希とせつなのこわいもの！                 | 20 septembre 2009            |
| 34 | L'apparition d'Infinity! Récupérez le futur!!                         | インフィニティ現れる！明日を取り戻せ!!     | 27 septembre 2009            |
| 35 | Le Secret caché de Chiffon!                                           | シフォンの隠された秘密！                   | 4 octobre 2009               |
| 36 | Une nouvelle ennemi! Son nom est Northa!!                             | 新たな敵！その名はノーザ!!                 | 11 octobre 2009              |
| 37 | Protéger Chiffon! Le nouveau pouvoir des Pretty Cure!!                | シフォンを守れ！プリキュアの新しい力!!     | 18 octobre 2009              |
| 38 | Chercher la Clover Box!!                                              | クローバーボックスをさがせ!!               | 25 octobre 2009              |
| 39 | La dispute est interdit? Le séjour à Okinawa!!                        | ケンカは禁止？沖縄修学旅行!!               | 8 novembre 2009              |
| 40 | La mère de Love et Setsuna en Danger!                                 | せつなとラブ お母さんが危ない！            | 15 novembre 2009             |
| 41 | La partie de croisière d'Inori et Kento!                              | 祈里と健人の船上パーティ！                 | 22 novembre 2009             |
| 42 | L'invitation par Les Labyrinth!                                       | ラビリンスからの招待状！                   | 29 novembre 2009             |
| 43 | Sauver le monde! Les Pretty Cure contre les Labyrinth!!               | 世界を救え！プリキュア対ラビリンス!!       | 6 décembre 2009              |
| 44 | Chiffon est Kidnapée                                                  | 妖しき草笛！奪われたシフォン!!             | 13 décembre 2009             |
| 45 | Nous 4 somme les Pretty Cures! La séparation de l'Avant Noël!!        | 4人はプリキュア！クリスマスイブの別れ!!    | 20 décembre 2009             |
| 46 | Soular et Westar, le combat de la fin!!                               | サウラーとウエスター 最期の戦い!!          | 3 janvier 2010               |
| 47 | Changer le Monde! Les Beignets ont donné le miracle !!                | 世界が変わる！ドーナツが起こした奇跡!!     | 10 janvier 2010              |
| 48 | La Bataille Finale! Les Cure Angels sont nées !!                      | 最終決戦！キュアエンジェル誕生!!           | 17 janvier 2010              |
| 49 | La Vérité surprit ! La vraie apparence de Moevius !!                  | 驚きの真実！メビウスの本当の姿!!           | 24 janvier 2010              |
| 50 | L'epilogue                                                            | 笑顔がいっぱい！みんなで幸せゲットだよ!!   | 31 janvier 2010              |

## Films d'animation
Le film Fresh Pretty Cure!: Omocha no kuni wa himitsu ga ippai!? (ja) (フレッシュプリキュア! おもちゃの国は秘密がいっぱい!?) est sorti le 31 octobre 2009 au Japon. Love, Miki, Inori et Setsuna prévoient une soirée pyjama, mais elles découvrent bientôt que tous les jouets de Clover Town disparaissent. Un vieux lapin en peluche de Love, appelé Usapyon, apparaît et raconte aux filles que le Royaume des jouets est en danger. Les Cures se rendent au Royaume des jouets pour trouver un monstre maléfique nommé Toymajin qui vole tous les jouets car il pense que les enfants ne se soucient pas vraiment d'eux, et les jettent simplement quand ils se lassent d'eux. Mais avec la puissance des Miracle Lights, Peach se transforme en Cure Angel avant de sauver les jouets et de convaincre Toymajin que les enfants se soucient vraiment d'eux.
Les héroïnes apparaissent également dans la série de films crossovers, commençant par PreCure All-Stars DX: Minna tomodachi☆Kiseki no zen'in daishūgō! (ja) (プリキュアオールスターズDX みんなともだちっ☆奇跡の全員大集合!), produit à l'occasion du 5e anniversaire de la franchise et sorti le 14 mars 2009. Love, Miki et Inori se retrouvent aux côtés des autres Cures de Futari wa Pretty Cure Max Heart, Pretty Cure Splash Star et Yes! Precure 5 GoGo! dans un combat contre une nouvelle entité maléfique, appelée Fusion.

## Réception
Le premier épisode de la série est parmi l'une des émissions de séries d'animation les plus regardées de la semaine (du 26 janvier au 1er février 2009), se classant 6e pour une moyenne d'audience de 7,4%.
En dépit d'être un changement dans la formule de la franchise, la série a été un succès en 2009, ce qui a sauvé la franchise de son annulation. Le scénariste en chef de la série Atsushi Maekawa a déclaré lors du Pretty Cure Thanksgiving Screening Event vol. 2 au Japon que « Fresh était un nouveau travail expérimental, et c'était la première fois que je participais à la série, donc c'était un dossier d'essais et d'erreurs en boucle. Si Fresh avait échoué, la franchise se serait terminée à partir de là. Si c'était un succès, cela aurait continué pour toujours… c'était le grand obstacle. ».